# Tabidia aculealis
Tabidia aculealis là một loài bướm đêm trong họ Crambidae.